# Provincia de San Ignacio
La provincia de San Ignacio es una de las trece que conforman el departamento de Cajamarca en el norte del Perú. Limita por el norte con Ecuador, por el este con el departamento de Amazonas, por el sur con la provincia de Jaén y por el oeste con el departamento de Piura.
Desde el punto de vista jerárquico de la Iglesia católica, forma parte del vicariato apostólico de San Francisco Javier, también conocido como vicariato apostólico de Jaén en el Perú.

## Historia
En 1926, se iniciaron las gestiones para la creación de la provincia de San Ignacio para cuyo efecto se había asignado una comisión para el viaje a Lima. La misma que estuvo conformada por el padre don Juan Cabrera Arias, Donovan Bartolini Rangel, Manuel Adrianzén Huamán y Luis Soto Sueldo, quienes se presentaron ante la junta militar de gobierno presidida por el general de división Ricardo Pérez. El 12 de mayo de 1965, mediante Ley n.º 15560, se crea la provincia durante el primer gobierno del presidente Fernando Belaúnde.

## Geografía

### Ubicación
La provincia de San Ignacio está localizada en el extremo norte del departamento de Cajamarca, que corresponde así mismo al extremo septentrional de Perú, en la frontera con el Ecuador.

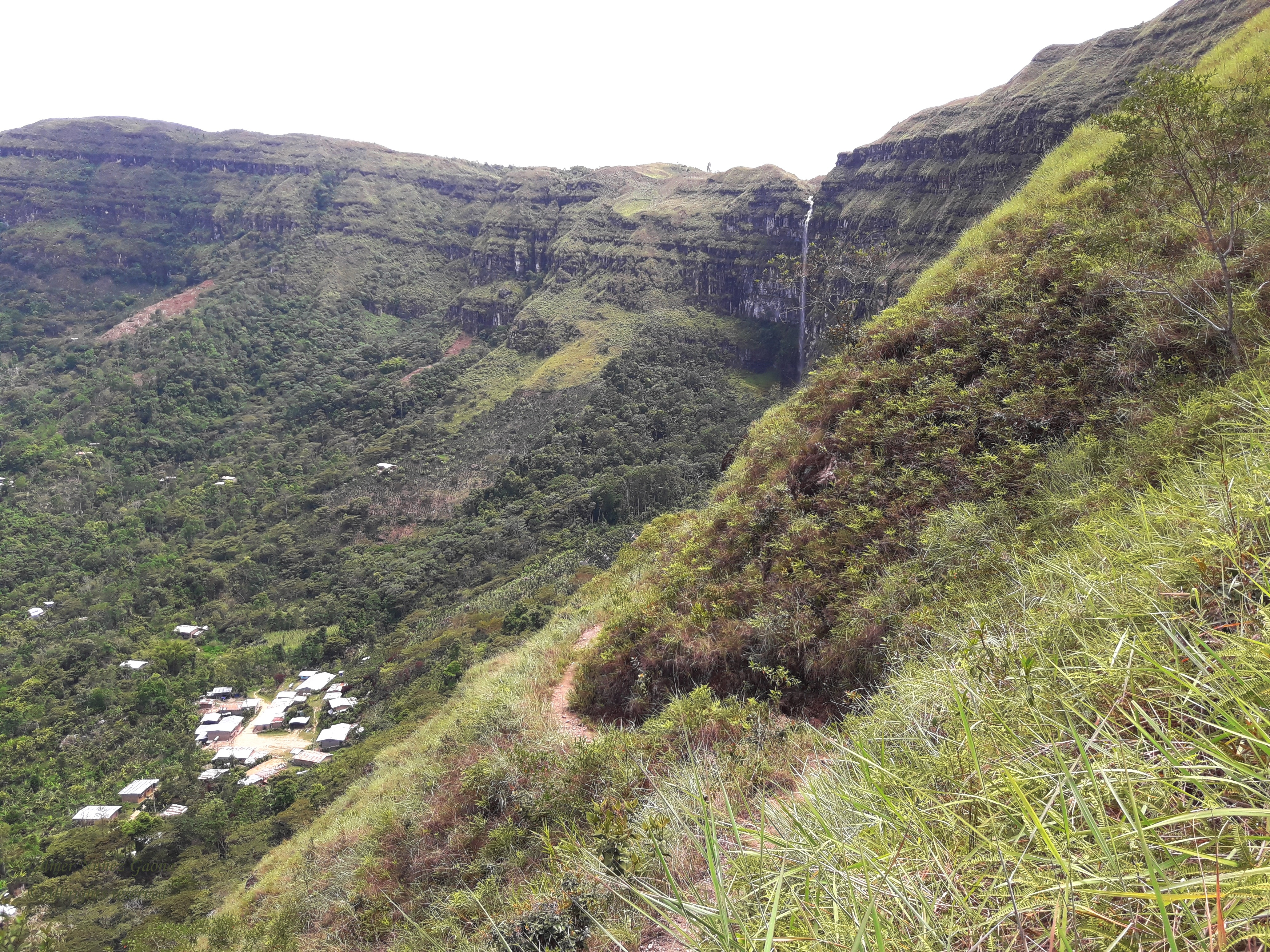
Cascada La Chorrera, distrito SJL

Destacan en su geografía los andes septentrionales o páramos, como los de Santa Ana y Tabaconas que ocupan un área pequeña de la cordillera Occidental, al norte de los andes peruanos entre los ríos Blanco, Tabaconas (aguas arriba), Canchis, y la yunga tropical (selva alta), que se caracteriza por ser una zona de bosques montañosos casi permanentemente lluviosos y nublados, comprendiendo en la misma algunos valles del bosque seco.
La provincia de San Ignacio es una de las provincias más ricas por producir el rico café y con unas maravillosas pinturas rupestres en el cerro Faical. Destaca asimismo el reciente descubrimiento de los Petroglifos de Sawintsa, tallados en roca arenisca, en el territorio Awajún del distrito de Huarango.

### Límites
- Por el norte: Con el cantón Chinchipe, provincia Zamora Chinchipe (Ecuador).
- Por el sur: Con la provincia de Jaén, del departamento de Cajamarca.
- Por el este: Con la provincia de Bagua, del departamento de Amazonas.
- Por el oeste: Con la provincia de Huancabamba, del departamento de Piura.

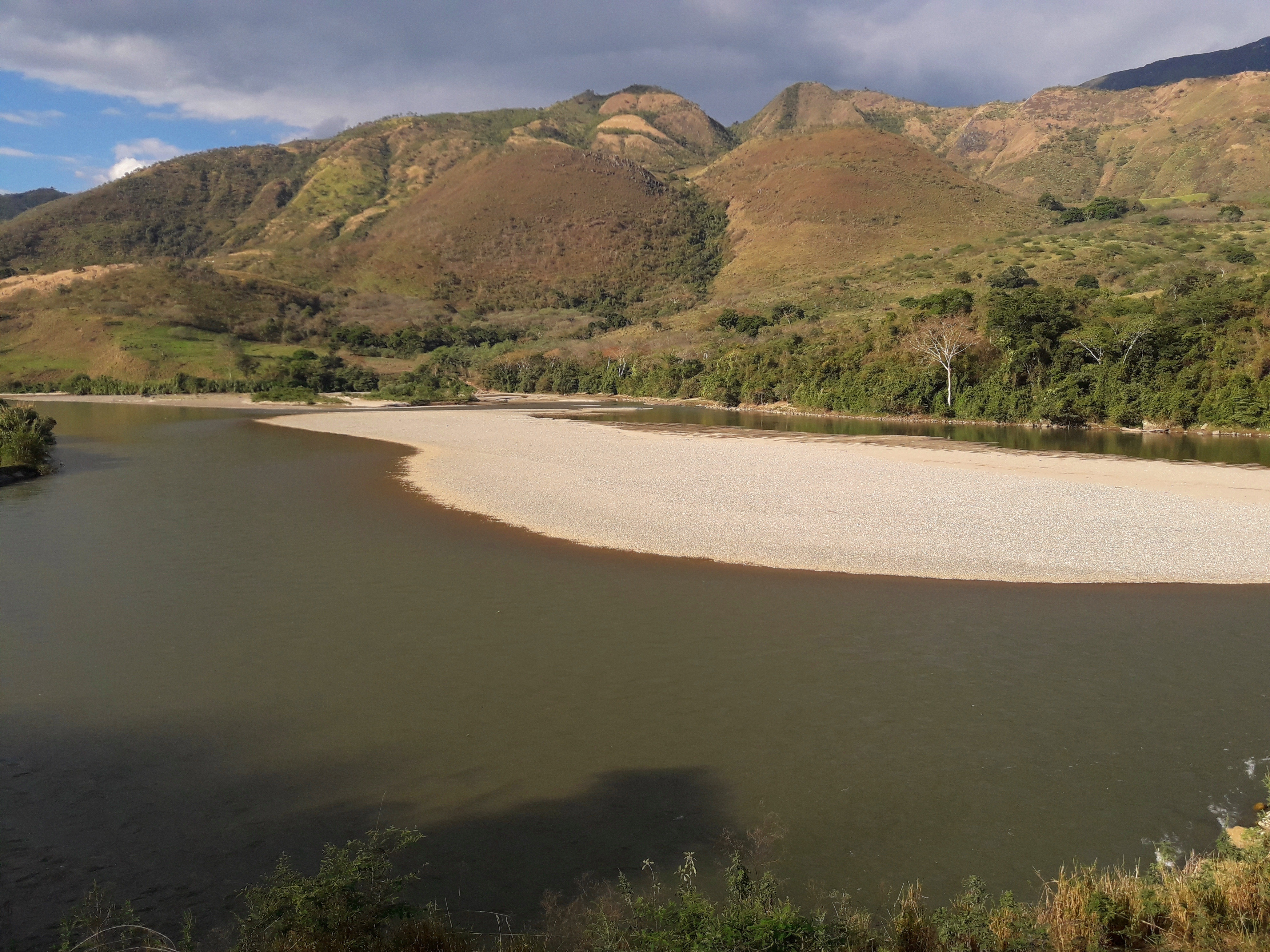
Río Chinchipe

## Población
La provincia tiene una población aproximada de ciento treinta mil habitantes.

## División administrativa
La provincia tiene una extensión de 4990,30 km² y se encuentra dividida en 7 distritos y 41 centros poblados:
1. San Ignacio
2. Chirinos
3. Huarango
4. La Coipa
5. Namballe
6. San José de Lourdes
7. Tabaconas

Distritos.
| Distritos de San Ignacio | Distritos de San Ignacio | Distritos de San Ignacio             |
| Distrito                 | Ley                      | Fecha                                |
| ------------------------ | ------------------------ | ------------------------------------ |
| Chirinos                 | S/N                      | Época indepen. 12 de febrero de 1821 |
| Tabaconas                | S/N                      | 11 de febrero de 1855                |
| San Ignacio              | S/N                      | 2 de enero de 1857                   |
| Namballe                 | 9868                     | 28 de diciembre de 1943              |
| San José de Lourdes      | 9868                     | 28 de diciembre de 1943              |
| Huarango                 | 15560                    | 12 de mayo de 1965                   |
| La Coipa                 | 15560                    | 12 de mayo de 1965                   |

## Capital
La capital de esta provincia es la ciudad de San Ignacio.

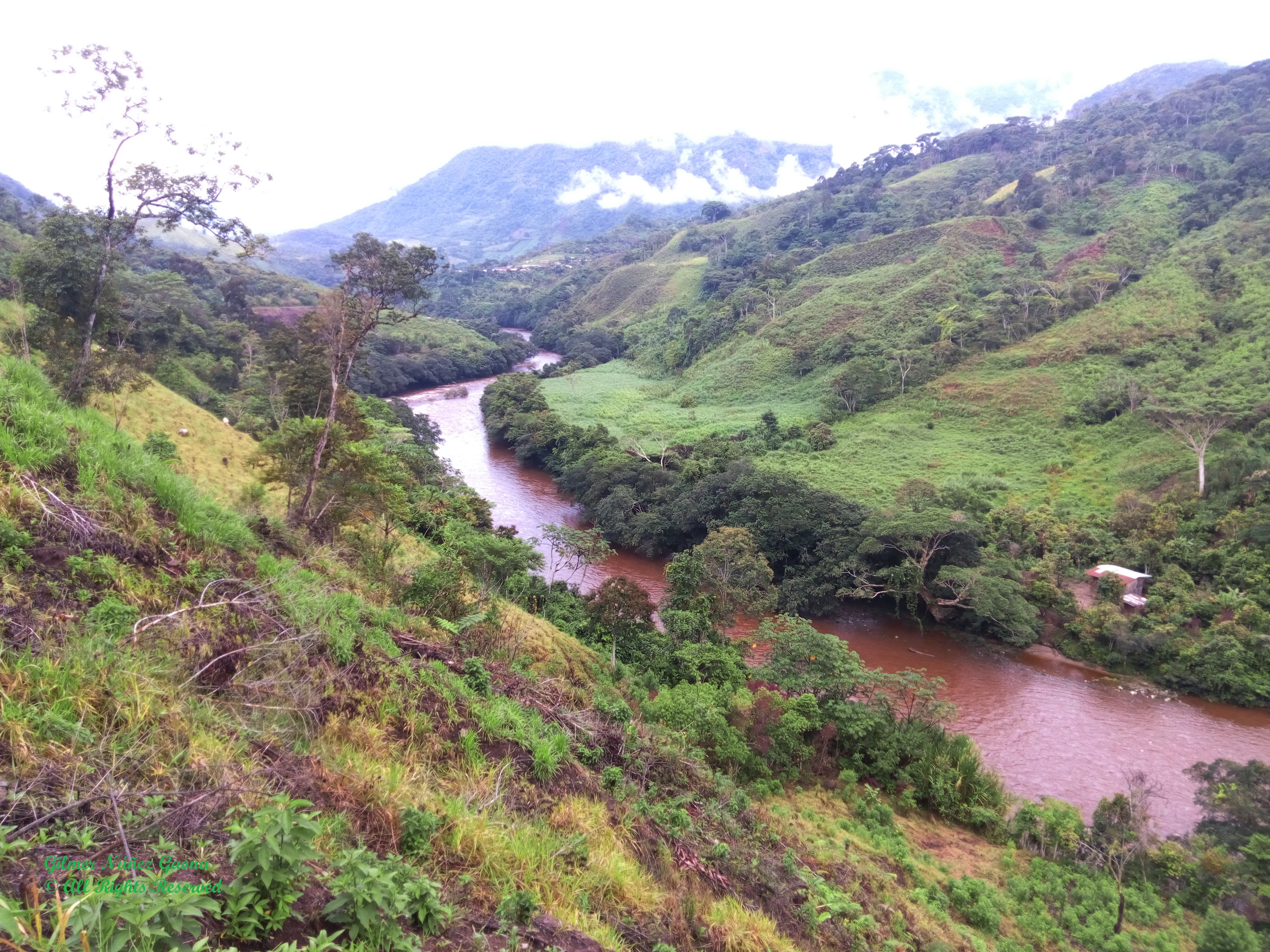
Río en Yamakey

## Autoridades

### Regionales
- Consejeros regionales
  - 2019-2022[2]

  1. Antonio Córdova López (Movimiento de Afirmación Social)
  2. Joel Álex Campos Flores (Acción Popular)
  3. James Tirado Lara (Cajamarca Siempre Verde)

### Municipales
- 2023-2026[2]
  - Alcalde: Reguberto García Ordóñez, de Somos Perú.
  - Regidores:

  1. Yda Santos Gómez (Movimiento de Afirmación Social)
  2. Vanessa Mayli Guerrero Choquehuanca (Movimiento de Afirmación Social)
  3. Álex Bebeto Cárdenas Lalangui (Movimiento de Afirmación Social)
  4. Juan Francisco Olaya Llatas (Movimiento de Afirmación Social)
  5. Larry John Salazar Santa Cruz (Movimiento de Afirmación Social)
  6. José Luis Saavedra Córdova (Acción Popular)
  7. Jorge Aurelio Solano Lalangui (Frente Regional de Cajamarca)
  8. Jorge Tulio Rodríguez Sarango (Alianza para el Progreso)

## Festividades y costumbres
- 31 de julio: San Ignacio: En esta fecha, se celebra la fiesta patronal tradicional en honor a san Ignacio de Loyola, quien fue el fundador de la Compañía de Jesús. La última semana de julio, la representación del Santo sale de la Iglesia Matriz de San Ignacio y se dirige a cada barrio, donde tiene lugar una misa, terminando su ciclo en la plazuela que lleva su nombre. Además, paralelamente se organizan ferias, eventos culturales y veladas artísticas, donde se congrega la mayor parte de la población y celebran juntos esta festividad.
- Los portales de Navidad: Cada diciembre la población de San Ignacio celebra la Navidad de una manera peculiar, donde los grandes portales navideños toman lugar. Se trata de la construcción a gran escala de diferentes representaciones del nacimiento de Jesús, ubicados en los diferentes barrios de la ciudad y hechos por los comités de vecinos. Aquí es donde se celebran vigilias, misas o danzas en honor a la natividad de Jesús, por lo que cada barrio se esmera por construir el más bonito. Además, se mantienen vigilantes, puesto que la costumbre es que sí el "niño Jesús" es robado por otro barrio, el presidente del comité tiene que ir a recuperarlo al portal que lo tiene, por lo que debe embriagarse con chicha o cañazo para obtenerlo de vuelta. Finalmente, en la Bajada de Reyes, cada vecino recibe una parte del portal (como estatuillas de los animales, san José, la Virgen María, los Reyes Magos, los pastores, etc.) para que lo guarde y se pueda volver a usar el año que viene.Laguna de Apangoya, San José de Lourdes

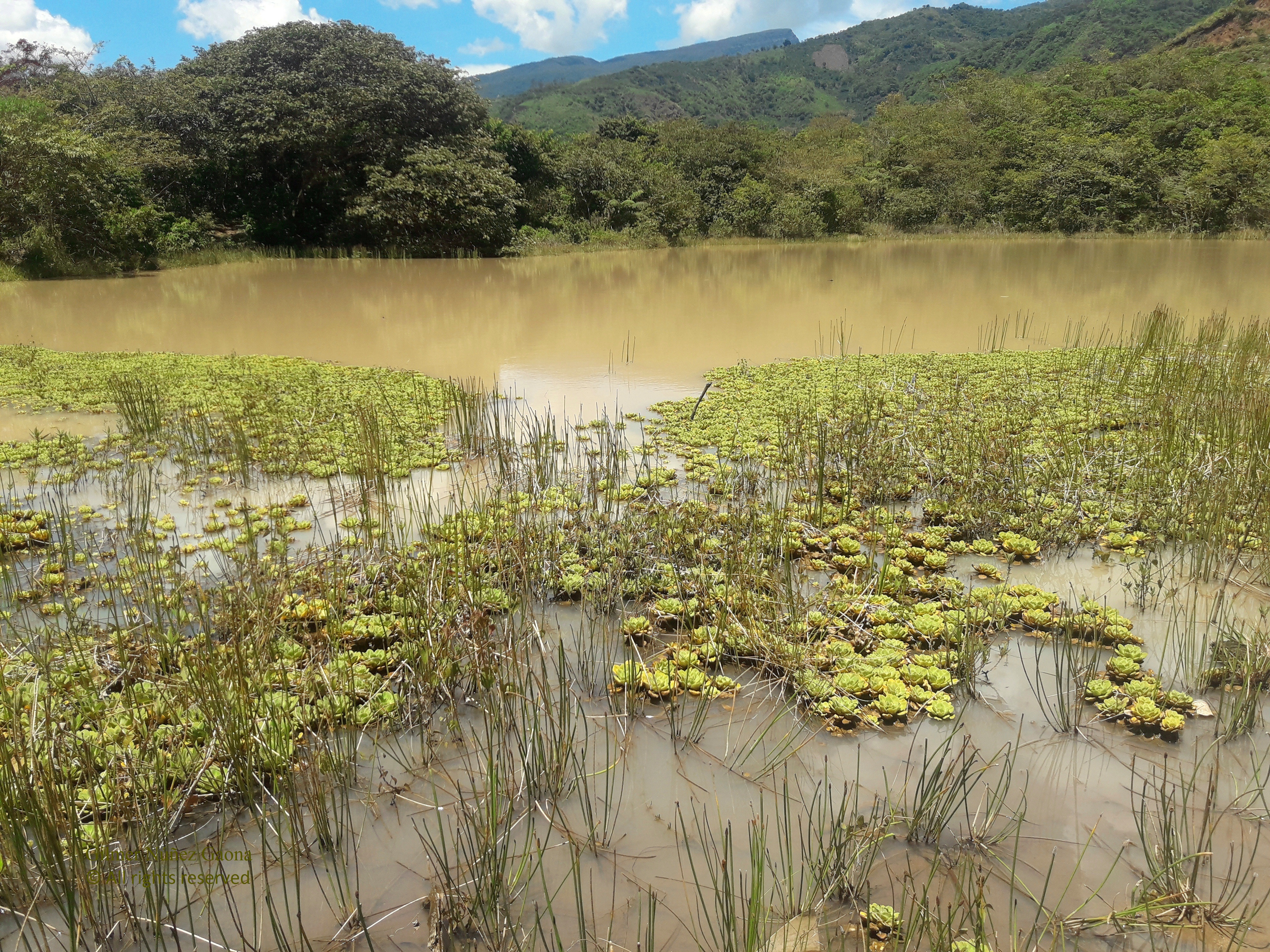
Laguna de Apangoya, San José de Lourdes

- Los pastores, aldeanas y diablicos de Navidad: Las danzas tradicionales de la Navidad de San Ignacio son resaltantes en la temporada. Estas son realizadas y ensayadas por cada barrio, teniendo su primera presentación en la media noche del 25 de diciembre. Luego, en los días posteriores, los distintos grupos de danza se desplazan por todos los portales de la ciudad, donde bailan frente al niño Jesús. La danza de los pastores es conformada por niños y niñas, vestidos como tales y sólo dos de ellos vestidos de ángeles; donde realizan pasos característicos del huaino. Por otro lado, la danza de las aldeanas está conformada por señoritas, vestidas con elementos de la sierra peruana y quienes siguen pasos combinados del huaino y folk peruano. Por último se encuentran los diablicos de San Ignacio, una danza que representa el bien triunfando sobre el mal, puesto que las danzas son teatrales, donde un ángel, representado por un niño pequeño, lucha contra el Diablo capataz, representado por un joven mayormente de gran altura. La danza no es parecida a los diablicos de Puno o de Jayanca,estos se inspiran en los diablicos de huancabamba puesto que sus pasos son más saltados y con movimientos más ágiles, combinados del brake dance y otras danzas urbanas actuales; además, la vestimenta es más ligera, con las resaltantes máscaras de triplay, con dibujos artísticos y plumas de pavo real.

## Convenio de Hermanamiento
Loja, Ecuador